# 長寿台風
長寿台風（ちょうじゅたいふう）とは、台風に発達してから熱帯低気圧や温帯低気圧に変わるまでの期間（寿命）が長い台風のことである。

## 記録
以下に長寿台風の上位を示すが、一度熱帯低気圧にまで勢力を弱めてから再び発達して台風になった場合、熱帯低気圧であった期間を含まない。この条件の上位ランキングの場合は、1951年の統計開始以降から現在までに、最長の寿命を持つ台風は2017年の台風5号と1972年の台風7号となる。
| 順位 | 名称               | 国際名 | 台風期間   | 発生日時           | 消滅日時            |
| ---- | ------------------ | ------ | ---------- | ------------------ | ------------------- |
| 1    | 平成29年台風第5号  | Noru   | 19日0時間  | 2017年7月20日 21時 | 2017年8月8日 21時   |
| 1    | 昭和47年台風第7号  | Rita   | 19日0時間  | 1972年7月7日 21時  | 1972年7月26日 21時  |
| 3    | 昭和42年台風第22号 | Opal   | 18日6時間  | 1967年8月30日 9時  | 1967年9月17日 15時  |
| 4    | 昭和61年台風第14号 | Wayne  | 17日18時間 | 1986年8月18日 15時 | 1986年9月6日 21時   |
| 5    | 昭和47年台風第9号  | Tess   | 15日12時間 | 1972年7月9日 3時   | 1972年7月24日 15時  |
| 6    | 平成9年台風第28号  | Paka   | 14日12時間 | 1997年12月8日 3時  | 1997年12月22日 15時 |
| 6    | 平成6年台風第31号  | Verne  | 14日12時間 | 1994年10月18日 9時 | 1994年11月1日 21時  |
| 6    | 昭和26年台風第20号 | Amy    | 14日12時間 | 1951年12月3日 9時  | 1951年12月17日 21時 |
| 9    | 平成4年台風第30号  | Gay    | 14日6時間  | 1992年11月16日 3時 | 1992年11月30日 9時  |
| 10   | 平成15年台風第2号  | Kujira | 14日3時間  | 2003年4月11日 9時  | 2003年4月25日 12時  |

気象庁ホームページでは、台風ではなかった期間（一時熱帯低気圧に降格していた期間）も含んだ上位ランキングが掲載されている。このランキングの場合は、1951年の統計開始以降から現在までに、最長の寿命を持つ台風は1986年の台風14号となり、2番目に長い寿命を持つのが2017年の台風5号と1972年の台風7号となる。

## 短命台風
長寿台風の対義語として「短命台風」という言葉も存在する。これは、台風に発達してから熱帯低気圧や温帯低気圧に変わるまでの期間が短い台風を指す。統計史上最も寿命が短かった台風は1970年の台風13号である。この台風は東経180度線（日付変更線）上で発生し、その後は東に進んだため、「台風」としての期間は0時間とされている。そのため、このような「越境台風」を除けば、1974年の台風29号の寿命（3時間）が最も短い。